# Thylogale browni
Thylogale browni  (лат.) — вид сумчатых млекопитающих семейства кенгуровых. Видовое название дано в честь английского миссионера Джорджа Брауна (1835—1917). До недавнего времени считался подвидом новогвинейского филандера (Thylogale bruijni).

## Описание
Это относительно маленькие, крепкого телосложения филандеры массой тела от 3 до 9 кг. Окраска шерсти на спинной стороне тёмно-коричневого цвета, брюшная сторона светлее. Задние ноги длинные и сильные, передние лапы значительно короче.

## Распространение
Эти животные живут в северной и северо-восточной части Новой Гвинеи, а также на островах архипелага Бисмарка, куда вид, вероятно, был интродуцирован человеком. Естественная среда обитания вида — это тропические леса. 

## Образ жизни
Об образе жизни известно мало. Вероятно, как и все филандеры, животные ведут одиночный, ночной образ жизни. Питаются травами и листьями.

## Природоохранный статус
Основную угрозу для этих животных представляет охота ради его мяса. По оценкам МСОП, общая численность популяции сократилась в течение последних 15—20 лет более чем на 30%. Вид имеет статус находящегося под угрозой (vulnerable).